# Joakim Andersson (simhoppare)
För andra betydelser, se Joakim Andersson.
Arne Joakim Andersson, född 9 september 1971 i Jönköping är en före detta svensk simhoppare. Han vann fyra medaljer (tre silver och ett brons) vid Europamästerskapen i simsport under 1990-talets första del.
Andersson representerade Sverige i tre på varann följande OS, med start i OS 1988 i Seoul. Han tävlade för Jönköpings Simsällskap.